# Eranthemum griffithii
Eranthemum griffithii là một loài thực vật có hoa trong họ Ô rô. Loài này được (T.Anderson) Bremek. & Nann.-Bremek. mô tả khoa học đầu tiên năm 1948.